# Паркер, Кейт
Кэтлин (Кейт) Паркер (англ. Kathleen (Kate) Parker, род. 9 сентября 1963, Лондон) — английская и британская хоккеистка (хоккей на траве), полевой игрок. Участница летних Олимпийских игр 1988 года, серебряный призёр чемпионата Европы 1987 года.

## Биография
Кейт Паркер родилась 9 сентября 1963 года в Лондоне.
Играла в хоккей на траве за «Слоу».
В 1987 году в составе женской сборной Англии стала серебряным призёром чемпионата Европы в Лондоне.
В 1988 году вошла в состав женской сборной Великобритании по хоккею на траве на летних Олимпийских играх в Сеуле, занявшей 4-е место. Играла в поле, провела 5 матчей, забила 1 мяч в ворота сборной США.
Дважды в составе сборной Англии участвовала в чемпионатах мира — в 1986 году в Амстелвене, где англичанки заняли 5-е место, и в 1990 году в Сиднее, где они завершили турнир на 4-й строчке.